# Mezinárodní den učitelů

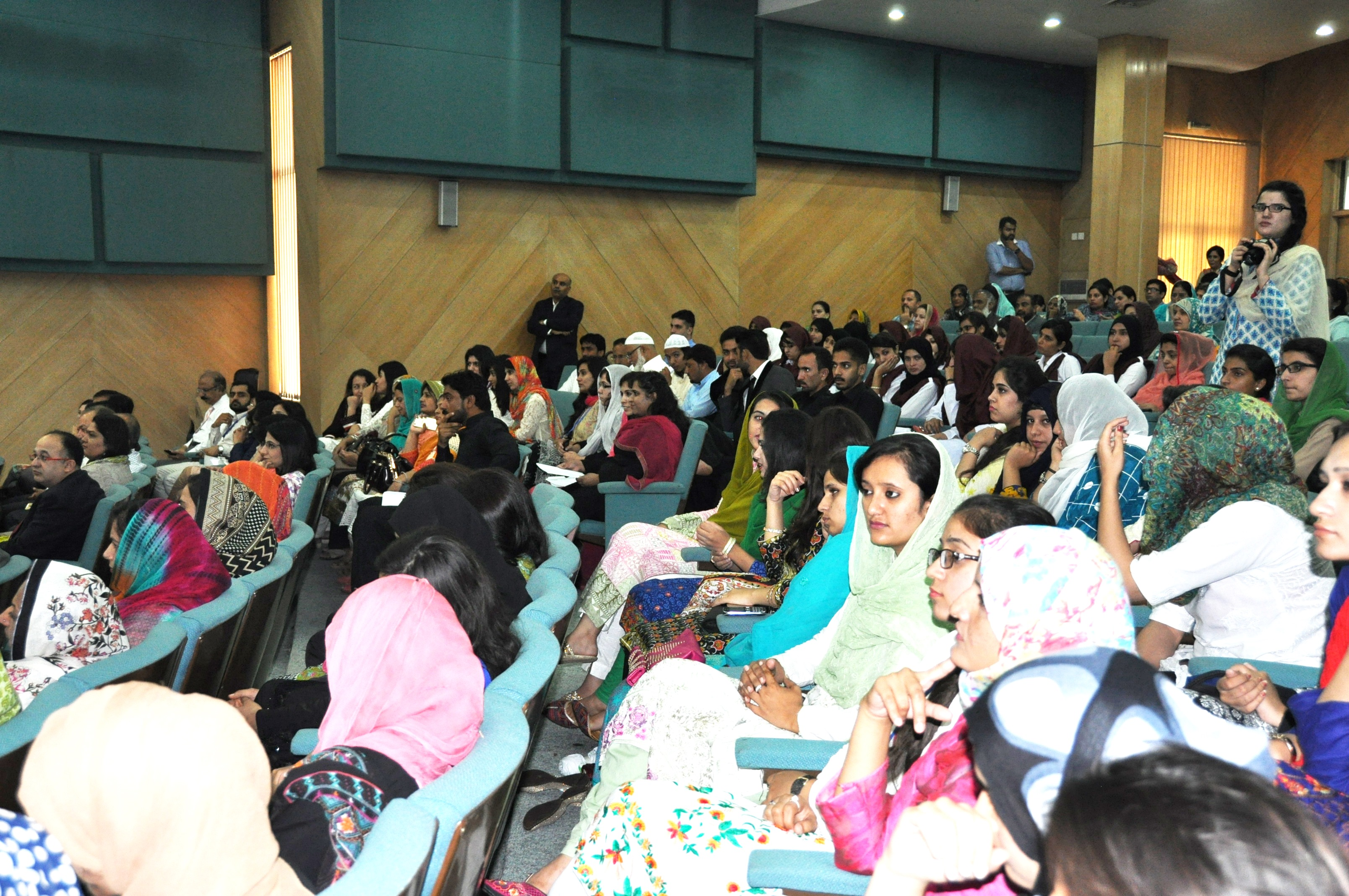
Akce k Světovému dni učitelů v Pákistánu

Mezinárodní den učitelů, známý také jako Světový den učitelů, je mezinárodní den, který byl vyhlášen v roce 1994. Koná se každoročně 5. října.
V České republice a na Slovensku se Den učitelů připomíná 28. března, v den narození Jana Amose Komenského.

## Vznik
Mezinárodní den učitelů je připomínka podpisu Doporučení UNESCO/ILO o postavení učitelů (Recommendation concerning the Status of Teachers) z roku 1966, které je dokumentem o stanovování norem, jenž se zabývá postavením a situací učitelů na celém světě. V tomto doporučení jsou stanoveny principy týkající se práv a zodpovědností učitelů od předškolní úrovně po univerzity. Na základě rozsáhlých doporučení stanoví návody pro vlády, zaměstnavatele, učitelské odbory a ostatní účastníky. Světový den učitelů si klade za cíl zaměřit se na „oceňování, hodnocení a zlepšování pedagogů ve světě“ a poskytnout příležitost k zamyšlení nad otázkami souvisejícími s učiteli a výukou.

## Oslavy
Na oslavu mezinárodního dne učitelů pořádá UNESCO každoroční kampaň, aby pomohlo světu lépe rozumět učitelům a jejich roli v rozvoji studentů a společnosti. Tyto kampaně se zaměřují každý rok na jiná témata. UNESCO uvádí, že všichni mohou pomoci oslavit profesi tím, že budou zvyšovat povědomí o pedagogických problémech a zajištěním toho, že úcta k učitelům je součástí přirozeného řádu věcí. Školy a studenti například pořádají v tento den různé akce pro učitele.

### Rok 2017
V roce 2017 bylo tématem „Empowering Teachers“ (posílení postavení učitelů). Toto byl rok, kdy mezinárodní den učitelů oslavoval 20. výročí od vydání Doporučení UNESCO z roku 1997 o postavení pedagogických pracovníků ve vysokém školství (UNESCO Recommendation concerning the Status of Higher-Education Teaching Personnel), které do diskuse o postavení učitelů vneslo někdy opomíjenou oblast pedagogických pracovníků na vysokých školách.

### Rok 2018
Na rok 2018 UNESCO se ujalo tématu „Právo na vzdělání znamená právo na kvalifikovaného učitele“ (The right to education means the right to a qualified teacher), připomínající 70. výročí Všeobecné deklarace lidských práv (1948). Téma bylo zvoleno jako připomínka toho, že právo na vzdělání nemůže být uskutečněno bez trénovaných a kvalifikovaných učitelů.

## Oslavy v Česku a na Slovensku
Oslavy Dne učitelů 28. března vznikly v tehdejším Československu již v roce 1955, tedy před vyhlášením Mezinárodního dne učitelů; byly od počátku spojeny s vyznamenáváním zasloužilých pedagogů. Hlavní oslavy jsou proto konány v tento den, Mezinárodní den učitelů je pouze připomínán, na některých školách jsou konány oslavy.
Podobně se 28. března připomíná Den učitelů na Slovensku.